# Cassie Scerbo
Cassie Scerbo (ur. 30 marca 1990 roku w Long Island w stanie Nowy Jork) – amerykańska aktorka, piosenkarka i tancerka. Najbardziej znana jest z filmu Dziewczyny z drużyny 4 oraz serialu telewizyjnego Za wszelką cenę. Ma włoskie korzenie.

## Kariera muzyczna
Na samym początku była jedną z członków grupy Slumber Party Girls (SPG). Była wybrana z tysiąca kandydatek. Ich pierwszy album Dance Revolution został wydany 3 października 2006 roku jednak nie osiągnął sukcesu. Zespół miał swój program telewizyjny KOL Secret Slumber Party na kanale CBS, który miał swoją premierę 16 września 2006. Po jakimś czasie został zdjęty z anteny. 
Cassie zaczęła solową karierę w 2007 roku. Zaczęła nagrywać swój pierwszy album w Geffen Records. Krążek nie został wydany, jednak premiera przewidziana jest na 2010 rok. Jak dotąd wydała trzy single Betcha Don't Know, Sugar and Spice oraz Top of the World.

## Kariera aktorska
W 2007 roku, Cassie zagrała pierwszą z jej głównych ról, w filmie Dziewczyny z drużyny 4 u boku Ashley Benson oraz Michaela Copona. Film został wydany na DVD w grudniu 2007 roku.
Rok później, pojawiła się w filmie Soccer Mom u boku gwiazdy serialu Hannah Montana - Emily Osment. Film trafił na DVD we wrześniu 2008 roku.
W czerwcu 2009 roku, miał premierę serial kanału ABC Family - Za wszelką cenę, który został uznany za drugi, jeśli chodzi o powodzenie, hit tej stacji. Pierwszy sezon zakończono emitować w marcu 2010 roku. Drugi sezon miał swoją premierę 28 czerwca 2010. Od trzeciego odcinka, drugiej serii, serial zmienił dzień nadawania z poniedziałku na wtorek, tuż po nowych odcinkach serialu Słodkie kłamstewka.
W 2010 roku gościnnie pojawiła się w serialu Zakochana złośnica stacji ABC Family, wraz z przyjaciółką z serialu - Josie Loren, a kilka miesięcy później zagrała epizod w jednym z odcinków CSI: Kryminalne zagadki Miami wraz z Chelsea Hobbs.

## Filmografia
FILMY
- 2007: Natural Born Comics - jako Montana
- 2007: Dziewczyny z drużyny 4 (Bring It On: In It to Win It) - jako Brooke
- 2008: Soccer Mom - jako Tiffany
- 2010: Not Another Not Another Movie - jako Ursela
- 2010: Bleachers - jako Sara McLine
- 2010: Not Today - jako Audry
- 2011: A Holiday Heist - jako Kate
- 2011: Teen Spirit - jako Amber
- 2011: Not Another Not Another Movie - jako Ursela
- 2011: Bench Seat - jako Dziewczyna
- 2012: Music High - jako Candi
- 2013: Not Today - jako Audry

SERIALE
- 2005: Hitters Anonymous - jako młoda Leah
- 2006: Dance Revolution - jako Slumber Party Girl
- 2007: Arwin! - jako Cassie (gościnnie)
- 2009: Za wszelką cenę (Make It or Break It) - jako Lauren Tanner
- 2010: CSI: Kryminalne zagadki Miami (CSI: Miami) - jako Hilary Swanson (gościnnie)
- 2010: Zakochana złośnica (10 Things I Hate About You) - jako Lauren Tanner (gościnnie)

## Dyskografia
ALBUMY
- 2006: Dance Revolution (z zespołem Slumber Party Girls)